# Portrait of Cannonball
Portrait of Cannonball è l'ottavo album di Julian Cannonball Adderley, pubblicato nel 1958 dalla Riverside Records.

## Descrizione
Il disco fu registrato il primo luglio del 1958 a New York ("Reeves Sound Studios"). Nelle note di copertina del CD il brano "Minority" reca come autore del brano Adderley mentre nelle note dell'album originale è accreditato a Gigi Gryce.

## Tracce
Lato A
1. Minority – 7:27 (Gigi Gryce)
2. Straight Life – 5:28 (Julian Cannonball Adderley)
3. Blue Funk – 5:31 (Sam Jones)

Lato B
1. A Little Taste – 4:37 (Julian Cannonball Adderley)
2. People Will Say We're in Love – 9:39 (Richard Rodgers, Oscar Hammerstein II)
3. Nardis – 5:32 (Miles Davis)

## Musicisti
- Julian Cannonball Adderley - sassofono alto
- Blue Mitchell - tromba
- Bill Evans - pianoforte
- Sam Jones - contrabbasso
- Philly Joe Jones - batteria